# Misericórdia (Lisboa)
Misericórdia é uma freguesia portuguesa do município de Lisboa, pertencente à Zona do Centro Histórico da capital, com 2,19 km² de área e 9658 habitantes (censo de 2021). A sua densidade populacional é 4 410 hab./km². 

## História
Foi criada no âmbito da reorganização administrativa de Lisboa de 2012, que entrou em vigor após as eleições autárquicas de 2013, resultando da agregação das antigas freguesias da Encarnação, Mercês, Santa Catarina e São Paulo, para além de uma pequena parcela de território anteriormente pertencente à antiga freguesia de Santa Justa.

## Demografia
A população registada nos censos foi:

Freguesias existentes antes da criação em 2012 da freguesia da Misericórdia.

| Distribuição da População por Grupos Etários | Distribuição da População por Grupos Etários | Distribuição da População por Grupos Etários | Distribuição da População por Grupos Etários | Distribuição da População por Grupos Etários |
| -------------------------------------------- | -------------------------------------------- | -------------------------------------------- | -------------------------------------------- | -------------------------------------------- |
| Ano                                          | 0-14 Anos                                    | 15-24 Anos                                   | 25-64 Anos                                   | > 65 Anos                                    |
| 2021                                         | 953                                          | 864                                          | 5608                                         | 2233                                         |

| Misericórdia | 13 044 | 2,19 | Encarnação     | 2252 | 0,19 |
| Misericórdia | 13 044 | 2,19 | Mercês         | 4345 | 0,27 |
| Misericórdia | 13 044 | 2,19 | Santa Catarina | 3716 | 0,21 |
| Misericórdia | 13 044 | 2,19 | São Paulo      | 2728 | 0,44 |

## Sede e Delegações da Junta de Freguesia
Sede (Santa Catarina) - Largo do Doutor António de Sousa de Macedo, 7D
Delegação da Atalaia (Encarnação) - Rua da Atalaia, 157B
Delegação dos Cordoeiros (S. Paulo) - Rua dos Cordoeiros, 50
Delegação de S. Marçal (Mercês) - Rua de São Marçal, 7

## Arruamentos
A freguesia da Misericória contém 207 arruamentos. São eles:
- Alto do Longo
- Arco do Evaristo[nota 4]
- Avenida da Ribeira das Naus[nota 5]
- Avenida de Brasília[nota 6]
- Avenida Dom Carlos I[nota 7]
- Avenida Vinte e Quatro de Julho[nota 8]
- Beco da Boavista
- Beco da Cruz
- Beco da Moeda
- Beco da Rosa
- Beco de Francisco André
- Beco do Caldeira
- Beco do Carrasco
- Beco do Forno (a São Paulo)
- Beco dos Aciprestes
- Beco dos Apóstolos
- Boqueirão do Duro
- Boqueirão dos Ferreiros
- Cais do Sodré
- Calçada da Bica Grande
- Calçada da Bica Pequena
- Calçada da Estrela[nota 7]
- Calçada da Glória[nota 4]
- Calçada do Cabra
- Calçada do Combro
- Calçada do Duque[nota 5]
- Calçada do Ferragial[nota 5]
- Calçada do Tijolo
- Calçada Engenheiro Miguel Pais[nota 4]
- Calçada Marquês de Abrantes[nota 7]
- Calçada Salvador Correia de Sá
- Cunhal das Bolas
- Encosta das Chagas
- Escadinhas de São João Nepomuceno
- Jardim Antonio Tabucchi
- Largo Agostinho da Silva[nota 4]
- Largo da Oliveirinha[nota 4]
- Largo da Trindade[nota 5]
- Largo de Jesus
- Largo de Santo Antoninho
- Largo de São João Nepomuceno
- Largo do Barão de Quintela
- Largo do Calhariz
- Largo do Chiado[nota 5]
- Largo do Conde Barão
- Largo do Corpo Santo
- Largo do Dr. António de Sousa de Macedo
- Largo dos Stephens
- Largo Trindade Coelho[nota 5]
- Pátio da Galega
- Pátio do Pimenta
- Pátio do Tijolo
- Praça da Ribeira (ou Ribeira Nova)
- Praça das Flores
- Praça de D. Luís I
- Praça de Luís de Camões[nota 5]
- Praça de São Paulo
- Praça do Duque da Terceira
- Praça do Príncipe Real[nota 4]
- Praça Europa
- Rua António Maria Cardoso[nota 5]
- Rua Bernardino Costa
- Rua Caetano Palha
- Rua Cecílio de Sousa[nota 4]
- Rua Correia Garção[nota 7]
- Rua da Academia das Ciências
- Rua da Atalaia
- Rua da Barroca
- Rua da Bica de Duarte Belo
- Rua da Boavista
- Rua da Cruz dos Poiais
- Rua da Emenda
- Rua da Escola Politécnica[nota 4]
- Rua da Hera
- Rua da Horta Seca
- Rua da Imprensa Nacional[nota 4]
- Rua da Mãe D'Água[nota 4]
- Rua da Misericórdia
- Rua da Moeda
- Rua da Palmeira
- Rua da Paz
- Rua da Quintinha
- Rua da Ribeira Nova
- Rua da Rosa
- Rua da Silva
- Rua da Vinha
- Rua das Adelas
- Rua das Chagas
- Rua das Flores
- Rua das Gaivotas
- Rua das Gáveas
- Rua das Parreiras
- Rua das Salgadeiras
- Rua das Taipas[nota 4]
- Rua de João Brás
- Rua de Manuel Bernardes
- Rua de Marcos Marreiros
- Rua de O Século
- Rua de Pedro Dias
- Rua de Santa Catarina
- Rua de Santo Amaro[nota 9]
- Rua de São Bento[nota 10]
- Rua de São Boaventura
- Rua de São Marçal[nota 4]
- Rua de São Paulo
- Rua de São Pedro de Alcântara
- Rua do Alecrim
- Rua do Almada
- Rua do Arsenal[nota 5]
- Rua do Ataíde
- Rua do Cais do Tojo[nota 7]
- Rua do Corpo Santo
- Rua do Diário de Notícias
- Rua do Ferragial[nota 5]
- Rua do Grémio Lusitano
- Rua do Instituto Dona Amélia
- Rua do Instituto Industrial
- Rua do Jasmim
- Rua do Loreto
- Rua do Merca-tudo
- Rua do Norte
- Rua do Poço dos Negros
- Rua do Sol a Santa Catarina
- Rua do Teixeira
- Rua do Trombeta
- Rua do Vale
- Rua Dom Luís I[nota 7]
- Rua Dom Pedro V[nota 4]
- Rua dos Caetanos
- Rua dos Cordoeiros
- Rua dos Duques de Bragança[nota 5]
- Rua dos Ferreiros a Santa Catarina
- Rua dos Industriais[nota 7]
- Rua dos Mastros
- Rua dos Mouros
- Rua dos Poiais de São Bento
- Rua dos Prazeres[nota 4]
- Rua dos Remolares
- Rua Dr. Luís de Almeida e Albuquerque
- Rua Eduardo Coelho
- Rua Fernandes Tomás
- Rua Fresca
- Rua João Pereira da Rosa
- Rua Luísa Todi
- Rua Luz Soriano
- Rua Marcos Portugal[nota 4]
- Rua Marechal Saldanha
- Rua Nova da Piedade
- Rua Nova da Trindade[nota 5]
- Rua Nova do Carvalho
- Rua Nova do Loureiro
- Rua Ruben A. Leitão
- Rua Vítor Cordon[nota 5]
- Travessa André Valente
- Travessa da Água-da-Flor
- Travessa da Arrochela
- Travessa da Bica Grande
- Travessa da Boa-Hora ao Bairro Alto
- Travessa da Cara
- Travessa da Conceição
- Travessa da Condessa do Rio
- Travessa da Cruz de Soure
- Travessa da Espera
- Travessa da Hera
- Travessa da Horta
- Travessa da Laranjeira
- Travessa da Palmeira
- Travessa da Peixeira
- Travessa da Piedade
- Travessa da Portuguesa
- Travessa da Queimada
- Travessa da Ribeira Nova
- Travessa das Mercês
- Travessa de Guilherme Cossoul
- Travessa de Santa Catarina
- Travessa de Santa Teresa
- Travessa de São José
- Travessa de São Paulo
- Travessa de São Pedro
- Travessa do Abarracamento de Peniche
- Travessa do Alcaide
- Travessa do Alecrim
- Travessa do Arco a Jesus
- Travessa do Cabral
- Travessa do Cais do Tojo
- Travessa do Caldeira
- Travessa do Carvalho
- Travessa do Cego
- Travessa do Conde de Soure
- Travessa do Convento de Jesus
- Travessa do Corpo Santo
- Travessa do Cotovelo[nota 5]
- Travessa do Ferragial[nota 5]
- Travessa do Jasmim
- Travessa do Judeu
- Travessa do Marquês de Sampaio
- Travessa do Oleiro
- Travessa do Poço da Cidade
- Travessa do Poço dos Negros
- Travessa do Sequeiro
- Travessa do Terreiro a Santa Catarina
- Travessa dos Fiéis de Deus
- Travessa dos Inglesinhos
- Travessa dos Mastros
- Travessa dos Pescadores
- Travessa dos Poiais
- Travessa dos Remolares

Existem ainda 11 arruamentos reconhecidos pela Câmara, mas não geridos diretamente por esta:
- Pátio da Peixeira (Travessa da Peixeira, 33)
- Pátio do Bispo (Rua Nova da Piedade, 63)
- Pátio do Feijó (Rua Nova da Piedade, 81)
- Pátio do Ferreira (Rua Cecílio de Sousa, 62-86)
- Pátio do Leal (Rua da Imprensa Nacional, 56)
- Pátio do Leite (Rua da Quintinha, 38)
- Pátio do Lima (Rua Nova da Piedade, 79)
- Pátio Gini (Rua Nova da Piedade, 60A)
- Pátio Pimenta (Rua do Ataíde, 13)
- Pátio São José (Travessa de São José, 14)
- Vila Fernandes ou Pátio dos Caldeireiros (Rua dos Prazeres, 49)